# Euthalia dolia
Euthalia dolia är en fjärilsart som beskrevs av Hans Fruhstorfer 1913. Euthalia dolia ingår i släktet Euthalia och familjen praktfjärilar. Inga underarter finns listade i Catalogue of Life.